# San Ygnacio, Texas
San Ygnacio, Texas (енгл. San Ygnacio) насељено је место без административног статуса у америчкој савезној држави Тексас.

## Демографија
По попису из 2010. године број становника је 667.
| Група             | 2000.    | 2010.       |
| Белци             | 0 (0,0%) | 18 (2,7%)   |
| Афроамериканци    | 0 (0,0%) | 0 (0,0%)    |
| Азијати           | 0 (0,0%) | 0 (0,0%)    |
| Хиспаноамериканци | 0 (0,0%) | 646 (96,9%) |
| Укупно            | 0        | 667         |